# Doly Vyšné a Nižné Rudno v Ľubochňanské dolině
Doly Vyšné a Nižné Rudno v Ľubochnianské dolině je lokalita bývalých železných dolů na Slovensku.
Nacházely se na místě dnešní Ľubochňanské pily v okrese Ružomberok v Žilinském kraji. Erární železná huť s hamrem zde fungovala před rokem 1806. Zpracovávalo se zde hlavně surové železo, vyrobené zejména erární hutí v Liptovském Hrádku, ale i železo z místních hor. To se těžilo v lokalitách Vyšné a Nižné Rudno (někdy Rudné nebo Rudno). Datum jejich vzniku není známo. V jiných částech doliny se podle Mateja Bela a jeho Notícií těžilo zlato, ale dnes není známo, kde (někteří historici dokonce považují tuto informaci za pochybnou).

## Poloha
Nachází se asi 3 km uvnitř doliny na místě s názvem Huty. Budova je v současnosti využívána jako myslivna. Strmou cestou nahoru podél zářezu potoka, s erodujícími zejména červenými, méně nazelenalými a žlutými usazeninami karpatského Keuperu, lze přejít k lokalitě Vyšné Rudno. Jižně od vrcholu Tlustého dielu (990,4 m n. m.) se nachází stará pinka, která je dnes již velmi zarostlá. Podle všeho jde o povrchový lom. Severovýchodně od tohoto místa je malá plošina a v ní asi 0,5 m hluboký přepadový otvor do hlubšího zasypaného prostoru. Asi 40 metrů níže je zavalena štola.

## Horniny a minerály lokality
Štola byla vykopána mezi vrstvami karpatského keuperu, Fatranského souvrství a písečného spodního liasu. Na písčitých vápencích zde najdeme ojedinělé vrstvičky limonitu. Obsah železa je ve zbytkové hornině nízký a pro těžbu ekonomicky nerentabilní.